# NGC 6124
NGC 6124 (другие обозначения — OCL 990, ESO 331-SC3) — рассеянное скопление в созвездии Скорпион.
Этот объект входит в число перечисленных в оригинальной редакции «Нового общего каталога».